# Ніклас Пююхтія
Ніклас Пююхтія (фін. Niklas Pyyhtiä, нар. 25 вересня 2003, Турку, Фінляндія) — фінський футболіст, півзахисник італійської «Болоньї» та молодіжної збірної Фінляндії. На правах оренди грає за «Тернану».

## Ігрова кар'єра

### Клубна
Ніклас Пююхтія є вихованцем футбольної школи клубу ТПС зі свого рідного міста Турку. У липні 2020 року футболіст дебютував в основі клубу у матчах Вейккаусліга.
У 2021 році Пююхтія був відданий в оренду у клуб «Гонка», після чого підписав з клубом повноцінний контракт. Влітку 2021 року півзахисник взяв участь у матчах Ліги конференцій. 
Перед початком сезону 2021/22 Ніклас Пююхтія підписав контракт з італійською «Болонья». Спочатку був заявлений за молодіжний склад. Дебютну гру у Серії А футболіст провів 17 січня 2022 року проти «Наполі». Наступного сезону 2022/23 взяв участь вже у 6 іграх елітного італійського дивізіону, проте все ж керівництво клубу вирішило за краще віддаті юного гравця в оренду, і 17 серпня 2023 року він на відповідних правах перейшов до друголігової «Тернани».

### Збірна
2019 року дебютував у складі юнацької збірної Фінляндії (U-17), загалом на юнацькому рівні взяв участь у 14 іграх, відзначившись 3 забитими голами.
З 2021 року залучається до складу молодіжної збірної Фінляндії.

## Статистика виступів

### Статистика клубних виступів
Станом на 30 серпня 2023
| Сезон               | Команда             | Чемпіонат           | Чемпіонат | Чемпіонат | Національний кубок | Національний кубок | Національний кубок | Єврокубки | Єврокубки | Єврокубки | Інші змагання | Інші змагання | Інші змагання | Усього | Усього |
| Сезон               | Команда             | Ліга                | Ігор      | Голів     | Ліга               | Ігор               | Голів              | Ліга      | Ігор      | Голів     | Ліга          | Ігор          | Голів         | Ігор   | Голів  |
| ------------------- | ------------------- | ------------------- | --------- | --------- | ------------------ | ------------------ | ------------------ | --------- | --------- | --------- | ------------- | ------------- | ------------- | ------ | ------ |
| 2019                | «ТПС»               | ЮКК                 | 1         | 0         | КФ                 | 0                  | 0                  | -         | -         | -         | -             | -             | -             | 1      | 0      |
| 2020                | «ТПС»               | ВЛ                  | 16+2      | 1         | КФ                 | 1                  | 0                  | -         | -         | -         | -             | -             | -             | 19     | 1      |
| Усього за «ТПС»     | Усього за «ТПС»     | Усього за «ТПС»     | 17+2      | 1         |                    | 1                  | 0                  |           | -         | -         |               | -             | -             | 20     | 1      |
| 2021                | «Гонка»             | ВЛ                  | 17        | 2         | КФ                 | 5                  | 2                  | -         | -         | -         | -             | -             | -             | 22     | 4      |
| лип.-серп.2021      | «Гонка»             | ВЛ                  | -         | -         | КФ                 | -                  | -                  | ЛК        | 4         | 0         | -             | -             | -             | 4      | 0      |
| Усього за «Гонку»   | Усього за «Гонку»   | Усього за «Гонку»   | 17        | 2         |                    | 5                  | 2                  |           | 4         | 0         |               | -             | -             | 26     | 4      |
| 2021–22             | «Болонья»           | A                   | 1         | 0         | КІ                 | -                  | -                  | -         | -         | -         | -             | -             | -             | 1      | 0      |
| 2022–23             | «Болонья»           | A                   | 6         | 0         | КІ                 | 1                  | 0                  | -         | -         | -         | -             | -             | -             | 7      | 0      |
| серп. 2023          | «Болонья»           | A                   | -         | -         | КІ                 | 1                  | 0                  | -         | -         | -         | -             | -             | -             | 1      | 0      |
| Усього за «Болонью» | Усього за «Болонью» | Усього за «Болонью» | 7         | 0         |                    | 2                  | 0                  | -         | -         | -         | -             | -             | -             | 9      | 0      |
| 2023–24             | «Тернана»           | B                   | 3         | 0         | КІ                 | 0                  | 0                  | -         | -         | -         | -             | -             | -             | 3      | 0      |
| Усього за кар'єру   | Усього за кар'єру   | Усього за кар'єру   | 44+2      | 3         |                    | 8                  | 2                  |           | 4         | 0         |               | -             | -             | 58     | 5      |